# Noasaurus
Noasaurus ist eine Gattung theropoder Dinosaurier aus der Gruppe der Noasauridae. Bisher ist lediglich ein einziges, fragmentarisches Skelett bekannt, das aus der Oberkreide (frühes Maastrichtium) von Argentinien stammt. Einzige Art ist Noasaurus leali.
Der Name Noasaurus bedeutet so viel wie „Echse aus Nordwestargentinien“ (N.O.A. steht als Abkürzung für span. noroeste Argentinia – „nordwestliches Argentinien“; gr. sauros – „Echse“).

## Merkmale
Noasaurus war mit einer geschätzten Länge von etwa 1,5 Meter ein relativ kleiner, zweibeinig laufender Fleischfresser. Das gefundene Exemplar schließt eine stark gekrümmte Kralle mit ein. Während anfangs angenommen wurde, dass diese Kralle an der zweiten Zehe des Fußes saß – analog zu den „Sichelkrallen“ der Deinonychosauria – kommen jüngere Studien zu dem Ergebnis, dass es sich tatsächlich um eine Handkralle handelte. Die Schnauze war von der Seite betrachtet stumpf, worauf ein hohes und kurzes Zwischenkieferbein (Prämaxillare) deutet – ein für Vertreter der Abelisauridae typisches Merkmal. Im gefundenen Oberkiefer sind lediglich 11 Zahnpositionen vorhanden, davon einige mit erhaltenen Zähnen, die leicht gekrümmt und beidseitig gezähnt waren. Die gefundenen Teile der Halswirbel deuten auf zahlreiche Hohlräume (Pneumatisierung) und weisen eine besondere Morphologie der auf der Oberseite befindlichen Fortsätze auf, die sich in dieser Form ansonsten nur bei abgeleiteten (fortgeschrittenen) Vertretern der Abelisauridae wie Carnotaurus findet: So waren die Dornfortsätze niedrig, während die sich hinter den Dornfortsätzen befindlichen Epipophysen stark verlängert waren.

## Forschungsgeschichte, Systematik und Fund
Noasaurus wurde bereits 1980 von José Fernando Bonaparte und Jaime Eduardo Powell beschrieben. Diese Autoren klassifizierten Noasaurus in einer eigenen Familie, der Noasauridae, um den deutlichen anatomischen Unterschieden zu anderen damals bekannten Theropoden Rechnung zu tragen. Erst 2001 wurde mit Masiakasaurus ein besser bekannter Vertreter dieser Familie beschrieben. Die Verwandtschaftsbeziehungen innerhalb der Noasauridae sind ungeklärt.
Der einzige Fund (Holotyp, Exemplarnummer PVL 4061) stammt aus El Brete im Süden der argentinischen Provinz Salta. Er schließt Knochen aus verschiedenen Abschnitten des Skeletts mit ein: So sind Schädelknochen (Oberkiefer mit Zähnen und ein Quadratbein), Wirbel (Fragmente von jeweils einem Hals- und einem Rückenwirbel sowie zwei Halsrippen), ein Mittelfußknochen, sowie Fingerglieder und Handkrallen überliefert.
Der Fund stammt aus der Lecho-Formation, die für ihre reichhaltige Wirbeltierfauna bekannt ist. Funde von Dinosauriern und Vögeln aus dieser Formation schließen den Titanosaurier Saltasaurus sowie die frühen Vögel Enantiornis, Soroavisaurus, Yungavolucris und Lectavis mit ein.